# Jon nitroniowy
Jon nitroniowy (NO+
2) – kation, który powstaje w mieszaninie nitrującej z kwasu azotowego pod wpływem katalizującego działania protonu, pochodzącego od kwasu siarkowego. Sprotonowany kwas azotowy po odłączeniu cząsteczki wody przechodzi w jon nitroniowy. Proces powstawania tego jonu może być w uproszczeniu przedstawiony równaniem:
2H
2SO
4 + HNO
3 → 2HSO−
4 + NO+
2 + H
3O+